# Kuna croata
La kuna fue la moneda nacional de Croacia desde el 30 de mayo de 1994 hasta el 31 de diciembre de 2022. Se subdividía en 100 lipa. El código ISO 4217 para esta unidad monetaria era HRK. El 1 de enero de 2023, Croacia pasó a adoptar el euro como su nueva moneda.

## Historia
La palabra croata kuna hace referencia al animal conocido como marta, y lipa hace referencia al árbol conocido como tilo. Aunque se piense que el nombre hace referencia a las monedas llamadas corona, el nombre se escogió porque hace referencia al uso de las pieles de marta como unidades de cambio en la época medieval.
La kuna fue introducida en junio de 1994 después del periodo de transición posterior a la independencia croata, en el que el dinar yugoslavo fue sustituido por el dinar croata.
La elección del nombre kuna fue controvertida, sobre todo entre los serbios de Croacia, ya que la única entidad que había usado antes aquel nombre de moneda fue el Estado Independiente de Croacia, estado colaboracionista nazi. El gobierno croata defendió la elección del nombre con el argumento del uso histórico de las pieles de marta, mientras que sus detractores lo veían más bien como una forma de continuidad del moderno estado croata con el régimen fascista anterior.
La kuna fue emitida por el Banco Nacional de Croacia.

### Euro
El 10 de julio de 2020, la kuna se incorporó al MTC II, el mecanismo de tipos de cambio de la Unión Europea, con un tipo de 7,53450 kunas = 1 euro con una banda de fluctuación de ± 15 %.
El 1 de junio de 2022, la Comisión Europea propuso la entrada de Croacia en la zona del euro. El 24 de junio de 2022, los jefes de Estado y de Gobierno de la Unión Europea aprobaron dicha incorporación. Finalmente, el 12 de julio de 2022, el Consejo de Asuntos Económicos y Financieros de la UE (ECOFIN) dio luz verde a la incorporación de Croacia a la zona del euro y estableció la tasa de cambio irrevocable en 7,53450 kunas croatas = 1 euro.
El 1 de enero de 2023, Croacia pasó a adoptar el euro como su nueva moneda.

## Monedas
Anteriormente circulaban monedas de los valores siguientes:
| Denominación | Circula desde | Hasta | Metal                     | Metal                     | Forma    | Canto    | Anverso   | Reverso         |
| Denominación | Circula desde | Hasta | Anillo                    | Centro                    | Forma    | Canto    | Anverso   | Reverso         |
| ------------ | ------------- | ----- | ------------------------- | ------------------------- | -------- | -------- | --------- | --------------- |
| 5 kuna       | 1994          | 2022  | Cupro-Níquel              | Cupro-Níquel              | circular | estriado | oso pardo | escudo y facial |
| 2 kuna       | 1994          | 2022  | Cupro-Níquel              | Cupro-Níquel              | circular | liso     | atún      | escudo y facial |
| 1 kuna       | 1994          | 2022  | Cupro-Níquel              | Cupro-Níquel              | circular | estriado | ruiseñor  | escudo          |
| 50 lipa      | 1994          | 2022  | Acero revestido en Níquel | Acero revestido en Níquel | circular | liso     | degenia   | escudo y facial |
| 20 lipa      | 1994          | 2022  | Acero revestido en Níquel | Acero revestido en Níquel | circular | liso     | aceitunas | escudo y facial |
| 10 lipa      | 1994          | 2022  | Acero revestido en Latón  | Acero revestido en Latón  | circular | Lliso    | tabaco    | escudo y facial |
| 5 lipa       | 1994          | 2022  | Acero revestido en Latón  | Acero revestido en Latón  | circular | liso     | roble     | escudo          |
| 2 lipa       | 1994          | 2022  | Aluminio                  | Aluminio                  | circular | liso     | vid       | escudo y facial |
| 1 lipa       | 1994          | 2022  | Aluminio                  | Aluminio                  | circular | liso     | maíz      | escudo y facial |

## Billetes
A continuación se describen los billetes de la última serie editada por el Banco Nacional de Croacia en 2001:
| Valor    | Dimensiones (mm) | Último Cambio | Color principal | Descripción | Descripción                                                                                   |
| Valor    | Dimensiones (mm) | Último Cambio | Color principal | Anverso | Reverso                                                                                       |
| -------- | ---------------- | ------------- | --------------- | --- | --------------------------------------------------------------------------------------------- |
| 5 HRK    | 122 x 61         | € 0.66        | Verde           | el duque Fran Krsto Frankopan y el Ban Petar Zrinski                                                             | el castillo de Varaždin y su plano de planta                                                  |
| 10 HRK   | 126 x 63         | € 1.32        | Gris            | el obispo Juraj Dobrila                                                                                          | el Anfiteatro de Pula y plano del pueblo Motovun en Istria                                    |
| 20 HRK   | 130 x 65         | € 2.65        | Rojo            | el héroe nacional Ban Josip Jelačić                                                                              | el castillo del Conde Eltz en Vukovar y la paloma de Vučedol                                  |
| 50 HRK   | 134 x 67         | € 6.64        | Azul Claro      | el poeta Ivan Gundulić                                                                                           | vista del casco antiguo de Dubrovnik y el Palacio del Rector                                  |
| 100 HRK  | 138 x 69         | € 13.29       | Naranja         | el poeta Ivan Mažuranić, de fondo fragmento de una inscripción en el convento de Santa Lucía en Baška (isla Krk) | la iglesia de San Vid en Rijeka y plano de planta de la misma                                 |
| 200 HRK  | 142 x 71         | € 26.59       | Marrón          | el político Stjepan Radić                                                                                        | el edificio del Comando Militar en Osijek y plano de planta de la antigua Fortaleza de Osijek |
| 500 HRK  | 146 x 73         | € 66.48       | Dorado          | el escritor Marko Marulić                                                                                        | el palacio de Diocleciano en Split y la figura de un gobernador croata del XI                 |
| 1000 HRK | 150 x 75         | € 132.96      | Azul Oscuro     | el político Ante Starčević                                                                                       | el monumento al primer rey croata, Tomislav, de fondo la Catedral de Zagreb                   |